# 2021年美國國家棒球名人堂票選
2021年美國國家棒球名人堂票選遵循2016年的修正票選規則。全美棒球記者協會進行年度票選，不過最後沒有選出任何入選者。這是大聯盟繼2013年後，BBWAA首次沒有選出任何入選者；同時也是自1960年來首次完全無人入選的情況。
因為COVID-19疫情肆虐全球，所有大聯盟將2020年的名人堂入選典禮推遲到該年9月8日舉行，該典禮也採取閉門線上直播的方式舉行，除受邀人員、入選者和特定媒體外，不接受任何人入場。

## 全美棒球記者協會票選結果
全美棒球記者協會只從效力年限到2015年為止的大聯盟選手中進行評選。2014年7月26日，名人堂頒布新規定：任何入選者最多只能參與10次票選，已經參與超過10年票選的入選者不在此限。
每個球員需要獲得至少75%的選票方能入選。本屆票選包含25名球員；總共有401張選票，最終總計投出2365人次，入選名人堂門檻為301票，平均每張選票圈選了5.9人。未達5%得票率的候選人，將被剔除名人堂票選資格。
首次進行票選的球員將以劍標（†）顯示。獲得至少75%以上同意票的入選人以粗體字表示；在未來票選中才入選的候選人以斜體字表示。
| 球員姓名           | 同意票數 | 得票率(%) | 與前一年差距 | 年度  |
| ------------------ | -------- | --------- | ------------ | ----- |
| 柯特·席林          | 285      | 70.0      | ▲0 1.1%      | 第9年 |
| 羅傑·克萊門斯      | 248      | 61.0      | ▲0 1.1%      | 第9年 |
| 貝瑞·邦茲          | 247      | 60.7      | ▲0 0.6%      | 第9年 |
| 史考特·羅倫        | 212      | 52.9      | ▲0 17.6%     | 第4年 |
| 奧馬爾·維茲奎爾    | 197      | 49.1      | ▼0 3.5%      | 第4年 |
| 比利·華格納        | 186      | 46.4      | ▲0 14.7%     | 第6年 |
| 陶德·希爾頓        | 180      | 44.9      | ▲0 15.7%     | 第3年 |
| 蓋瑞·雪菲爾        | 163      | 40.6      | ▲0 10.1%     | 第7年 |
| 安德魯·瓊斯        | 136      | 33.9      | ▲0 14.5%     | 第4年 |
| 傑夫·肯特          | 130      | 32.4      | ▲0 4.9%      | 第8年 |
| 曼尼·拉米瑞茲      | 113      | 28.2      | ━            | 第5年 |
| 薩米·索薩          | 68       | 17.0      | ▲0 3.1%      | 第9年 |
| 安迪·派提特        | 55       | 13.7      | ▲0 2.4%      | 第3年 |
| †馬克·柏利         | 44       | 11.0      | -            | 第1年 |
| †托利·杭特         | 38       | 9.5       | -            | 第1年 |
| 巴比·阿布瑞尤      | 35       | 8.7       | ▲0 3.2%      | 第2年 |
| †提姆·哈德森       | 21       | 5.2       | -            | 第1年 |
| †阿拉米斯·拉米瑞茲 | 4        | 1.0       | -            | 第1年 |
| †拉卓伊·霍金斯     | 2        | 0.5       | -            | 第1年 |
| †貝瑞·齊托         | 1        | 0.2       | -            | 第1年 |
| †A·J·柏奈特        | 0        | 0.0       | -            | 第1年 |
| †麥克·卡戴爾       | 0        | 0.0       | -            | 第1年 |
| †丹·哈倫           | 0        | 0.0       | -            | 第1年 |
| †尼可拉斯·史威瑟   | 0        | 0.0       | -            | 第1年 |
| †謝恩·維克托里諾   | 0        | 0.0       | -            | 第1年 |

|  | 本屆被選入名人堂，人名以粗體表示。                          |
|  | 本屆未入選但在未來票選中被選入名人堂，人名以斜體表示。      |
|  | 在2022年投票中繼續票選但仍未被選入者。                      |
|  | 在未來BBWAA票選中被剔除，但仍保有未來資深委員會審核的資格。 |

以下球員首次具有票選資格，但並未在名單上：傑瑞米·艾菲特、史考特·貝克、傑夫·貝克、葛蘭特·巴爾弗、克林特·巴米斯、喬·貝梅爾、拉斐爾·貝坦柯特、威利·布魯姆奎斯特、亞伯托·卡耶斯波、陳用彩、藍迪·喬特、凱文·寇瑞亞、尼爾·寇茲、大衛·德海蘇斯、克里斯·迪諾菲亞、傑夫·法蘭西斯、傑森·弗拉索、強尼·高姆斯、凱文·葛瑞格、亞倫·哈朗、科瑞·哈特、里德·強森、丹·強森、傑洛德·萊爾德、亞當·拉洛許、傑森·馬爾基、大衛·墨菲、威爾·尼夫斯、亞力士·利歐斯、汪迪·羅德里奎茲、科迪·羅斯、史基普·舒馬克、格雷迪·塞斯摩爾、拉斐爾·索利安諾、提姆·史陶佛、丹·阿格拉、C·J·威爾森、藍迪·沃爾夫和戴爾蒙·楊恩。

## J·G·泰勒·史賓克獎
棒球記者迪克·卡耶格爾（1940年–）獲選該屆的J·G·泰勒·史賓克獎。

## 福特·C·弗里克獎
NBC體育播報員艾爾·麥可斯（1944年–）獲選該屆的福特·C·弗里克獎。

## 外部連結
- 美國國家棒球名人堂官網 （页面存档备份，存于）
- 棒球名人堂BBWAA票選規則 （页面存档备份，存于）
- 2021年名人堂票選 at www.baseballhalloffame.org